# Toma Bebić
Toma Bebić (Split, 6. studenog 1935. – Split, 4. veljače 1990.) bio je hrvatski svestrani umjetnik. Bavio se glazbom, poezijom, sastavljanjem aforizama i slikarstvom. Najpoznatiji je ipak po nekonvencionalnim skladbama u kojim izražava romantičarsku zaljubljenost u prirodu, pokazujući nesklonost prema tehnološkom napretku. U kreativnom radu gajio je prostodušan pristup neopterećen akademskim normama. 

## Životopis
Toma Bebić se bavio raznim djelatnostima. Radio je kao mornarički dočasnik, nastavnik pa tajnik škole, novinar u Nedjeljnoj Dalmaciji i Vjesniku, inspektor SUP-a, sudski pljenitelj, mehaničar, pomorski strojar i još mnogo toga. Porijeklom je iz Muća. Na području umjetnosti bio je glazbenik, slikar, kantautor, pjesnik, aforističar, performer. Kako sam kaže u svojoj autobiografiji, mijenjajući različite interese nikako nije mogao postati ono što je želio, ili kako je rekao u svom aforizmu: "Do mrvice znanja kroz tisuću zvanja".
Bio je anarhist i humanist. Sve što je radio bilo je prožeto ljubavlju prema čovjeku, prema prirodi i prema životu. Sve to pomiješano s njegovim posebnim i originalnim humorom.
Knjiga aforizama "Volite se ljudožderi" sastavljena od njegovih prijašnjih neobjavljenih knjiga, rukopisa i zvučnih zapisa, objavljena je nakon njegove smrti, a promovirana je i prodavana u WC-u restorana Bellevue. U cijelosti je objavljena prva knjiga poezije U sakatu vremenu te druga pjesnička zbirka Tata-rataata-bum. Zbirka je izašla 1984., ali je nastala mnogo ranije, 1979., i bila je posvećena Međunarodnoj godini djeteta. Tada je Bebić, u povodu otvaranja Mediteranskih igara u Splitu, osmislio recital "Djeca Mediterana" u kojem je kombinirao klapsko pjevanje, rock i disco elemente.
Dobitnik je prve nagrade na međunarodnom glazbenom festivalu u Solingenu 1973., s pjesmom "Čovjek koji se smije".
S protekom vremena, njegova dva vrlo popularna albuma iz 1975. "Volite se ljudožderi" i 1980. "Oya Noya" postaju sve popularnija, a mnogi hrvatski umjetnik je u njegovoj karakterističnoj lirici i glazbi pronašao inspiraciju. Ispod Bebićeve kabanice izašla su mnoga današnja splitska glazbena, pjevačka i spisateljska imena i projekti, a jedan od njih je i Feral Tribune. Njegove novinske kartice u Nedjeljnoj Dalmaciji predstavljaju začetak tog budućeg splitskog satiričkog lista.
Poznata splitska hip-hop grupa TBF u šali koja sadrži mnogo istine kaže da skraćenica u imenu znači "Toma Bebić Fan".
Poznato je da je bio iskusan i educiran travar, smatrajući da se može prevenirati svaki oblik raka, osim plućnog, ako se pravovremeno liječi. Nažalost, bio je u pravu, i 4. veljače 1990. Toma Bebić je umro od raka pluća.
Njegov je pjesnički rad akademski vrednovala hrvatska komparativistica Helena Peričić.

## Diskografija
- Leute moj
- Nevera
- Tu-tu auto, vrag ti piz odnija
- Nije gotovo kad je gotovo, nego kad ja rečem da je gotovo
- Marčelina
- Smoči svoj...
- Devizna balada
- Čovik koji se smije
- Dioklecijan
- Neznanom pomorcu
- Lanternista
- Nosač br.21
- Barba Filina lula
- Oya Noya
- Pjesnikova smrt
- Priča agava
- Tajna mora
- Sjećanje
- Ča smo na ovom svitu
- Za moj raj pitajte mene
- Ulica puna smijeha
- Umra nan je kapitan
- Kaleto moja draga

### Singlovi 1973. – 1979.
- " Nije gotovo kad je gotovo..."/"Tu-tu auto, vrag ti piz odnija!", 1973., Jugoton
- "Ča smo na ovon svitu"/"Ljubavni refren(instr.)", 1973., Jugoton
- "Nevera"/"Leute moj"1974., Jugoton
- "Marčelina"/"Kaleta", 1974., ZKP RTZLJ
- " U korican stare matrikule"/"Kapetan", 1979., PGP RTB

### LP albumi
- " Volite se ljudožderi 1.1.", 1976., Jugoton[5]
- "Oya-noya!", 1980., Suzy[6]
- pojavio se na nekoliko kompilacijskih LP-ova od 1970. do 1979.

## Vanjske poveznice
- Mandrilo.com – Toma Bebić  Arhivirana inačica izvorne stranice od 6. listopada 2014. (Wayback Machine) (životopis)
- Muzika.hr – Tamara Banjeglav: »Čovik koji se smije«  Arhivirana inačica izvorne stranice od 6. listopada 2014. (Wayback Machine)
- Slobodna Dalmacija.hr / Kultura: Mario Garber:»Misto šoneta: Je li Toma stiga tamo di je iša?«